# Napiers räknestavar

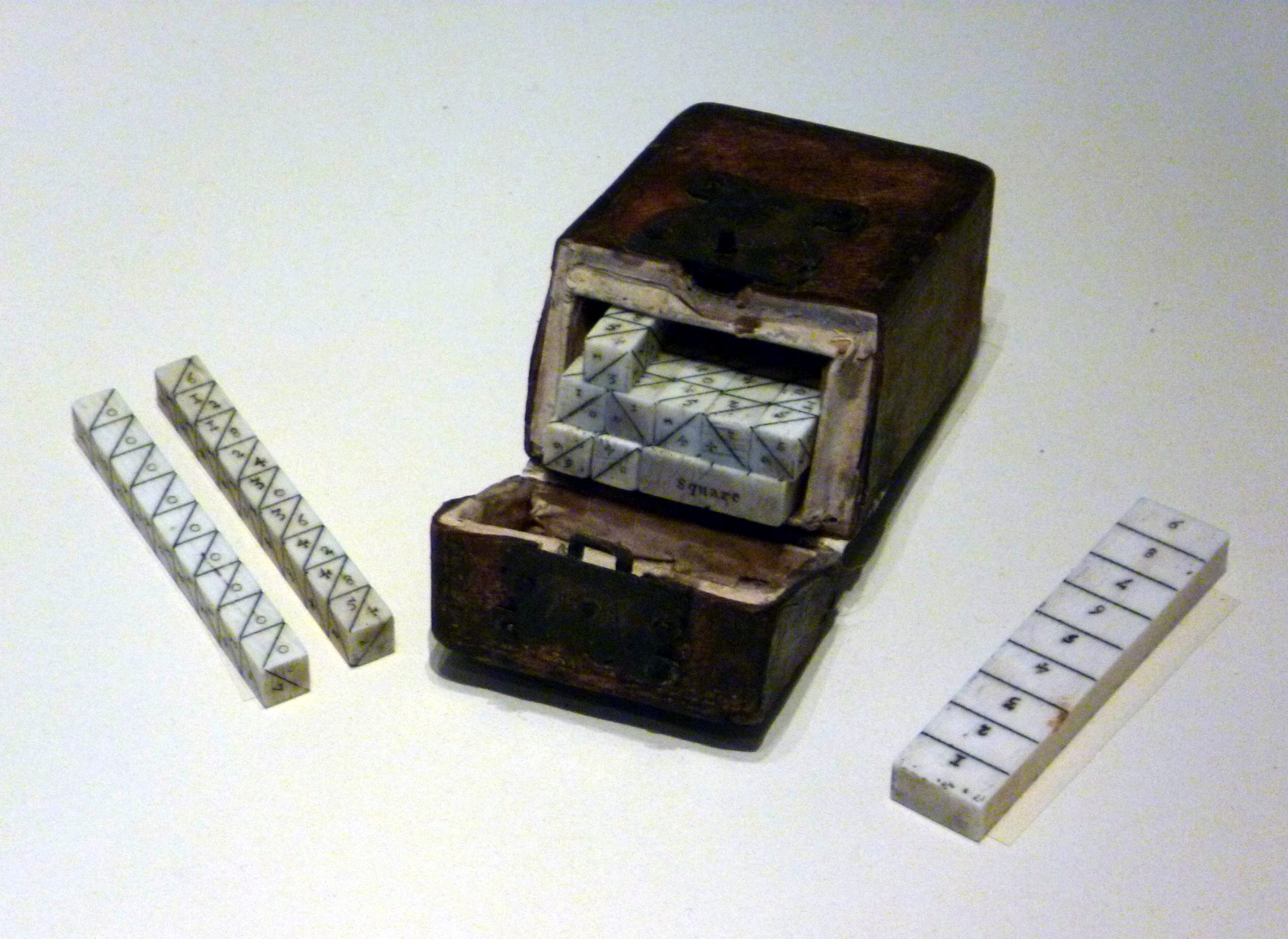
En uppsättning räknestavar

Napierska räknestavar, också kallade Neperska räknestavar, är ett slags avlånga parallellipipediska stavar, med vilkas hjälp tal kunna multipliceras, utan att multiplikationstabellen behöver användas. Varje stav har de rektangulära sidorna indelade i nio kvadratiska rutor, vilka alla är delade mitt itu genom en diagonal. Ovanför rutorna står en viss siffra och i varje ruta en av de nio första multiplerna av denna siffra, dock så, att enhetssiffran står till höger och tiotalssiffran till vänster om diagonalen. Genom att lägga flera dylika stavar bredvid varandra erhåller man medelst en enkel addition produkten av två tal, så snart det ena är ensiffrigt. Stavarna kunna användas även vid division. Emellertid är bruket av dem i allmänhet alltför besvärligt för att erbjuda någon större nytta, då mera invecklade räkneoperationer förekomma.
Räknestavarna uppfanns av John Napier och beskrevs utförligt i Rhabdologiae libri duo (1617; ny uppl. 1626). Boken blev snart översatt både till holländska och italienska.